# Хорн (округ)
Хорн (нем. Bezirk Horn) — округ в Австрии. Центр округа — город Хорн. Округ входит в федеральную землю Нижняя Австрия. Занимает площадь 783,99 км². Население 32 400 чел. Плотность населения 41 человек/кв.км.
Официальный код округа AT124.

## Общины
1. Альтенбург
2. Брун-ан-дер-Вильд
3. Бургшлайниц-Кюнринг
4. Дрозендорф-Циссерсдорф
5. Эггенбург
6. Гарс-ам-Камп
7. Герас
8. Хорн
9. Ирнфриц-Мессерн
10. Японс
11. Лангау
12. Майзельдорф
13. Пернег
14. Рёренбах
15. Рёшиц
16. Розенбург-Мольд
17. Зигмундсхерберг
18. Санкт-Бернхард-Фрауэнхофен
19. Штранинг-Графенберг
20. Вайтерсфельд

## Города и общины
1. Альтенбург